# Pergalumna imadatei
Pergalumna imadatei (лат.) — вид панцирных клещей из отряда Oribatida (Galumnidae). Китай.

## Описание
Микроскопического размера клещи, длина менее 1 мм. Размеры тела 527—612 × 390—428 мкм. Нотогастральная область с тремя парами пор, мелкая, по размеру мельче диаметра ботридий. Покровы сильно склеротизованные, тёмные (основная окраска коричневая). Имеют 6 пар генитальных пластинок. Гистеросома округлая, несёт около 10 пар нотогастральных щетинок. На протеросоме расположены гребневидные уплощённые ламеллы.
Впервые был описан в 1993 году, а его валидный статус был подтверждён в ходе родовой ревизии, проведённой акарологами Сергеем Ермиловым (Тюменский государственный университет, Тюмень, Россия) и его коллегами.
Pergalumna imadatei морфологически сходен с видами P. remota, P. kotschyi.